# Terskite
La terskite è un minerale.